# Чего мы стоим в жизни
«Чего мы стоим в жизни» (англ. The Sum Of Us) — австралийский кинофильм, экранизация одноимённой пьесы Дэвида Стивенса.

## Сюжет
Отец, овдовевший много лет назад, и сын гомосексуальной ориентации прекрасно ладят друг с другом, не скрывая и не тая ни чувств, ни мыслей, ни поступков. Гарри (отец) и Джеф (сын) оба ищут свою вторую половинку.
Джеф приводит домой парня, с которым познакомился в клубе. Его друг ладит с отцом, они разговаривают «по душам» вплоть до того, что парень рассказывает о своей заветной мечте — посадить лес. Между тем, в семье парня Джефа не всё так же хорошо, как у Джефа с Гарри. В итоге, Джеф остаётся один, потому что парень чувствует себя неловко в такой домашней обстановке полного взаимопонимания.
Гарри через агентство знакомств находит разведённую женщину, они встречаются до тех пор, пока в Рождество, придя в дом Гарри, она не находит гей-журнал. Объясняя, что он сам купил журнал для своего сына, Гарри сталкивается с непониманием подруги, которая тут же покидает его дом.
Сразу после этого у Гарри случается инсульт, он становится инвалидом, не в состоянии больше ходить и говорить. Джеф ухаживает за отцом, пытается наладить свои отношения с другом, который нравился и его отцу.
В фильме часто используется приём обращения к зрителю («ломка четвёртой стены»).

## В ролях
- Джек Томпсон — Гарри Митчелл
- Рассел Кроу — Джефф Митчелл
- Джон Полсон — Грег
- Дебора Кеннеди — Джойс Джонсон
- Джосс Морони — Молодой Джефф
- Митч Мэтьюз
- Джули Херберт
- Дес Джеймс
- Мик Кэмпбелл

## Спектакль
Спектакль, начиная с 16 октября 1990 года, был сыгран 335 раз в офф-Бродвей[уточнить] театре.